# Mästare, alla söka dig
Mästare, alla söka dig är en psalm om tvivel och sökande av Emil Liedgren från 1919. Melodi (C-moll, 3/4) av Ludvig Mathias Lindeman och samma som används till psalmerna Gammal är kyrkan, Herrens hus, Herren, vår Gud, har rest sin tron och Tränger i dolda djupen ner. Psalmen utgörs av en bön till Kristus och har sex sjuradiga strofer, av vilka den mest kända (och omdiskuterade) börjar: "Herre, du hör vad hjärtat ber / även när läpparna häda."
Liedgrens texter blir fria för publicering 2036.

## Psalmen finns publicerad som
- Nummer 532 i 1937 års psalmbok under rubriken "Ungdom".
- Nummer 532 i Psalmer för bruk vid krigsmakten 1961 verserna 1-6.
- Nummer 249 i Frälsningsarméns sångbok 1968 under rubriken " Det Kristna Livet - Andakt och bön"
- Nummer 216 i den ekumeniska delen av den svenska psalmboken (dvs psalm 1-325 i Den svenska psalmboken 1986, Cecilia 1986, Psalmer och Sånger 1987, Segertoner 1988 och Frälsningsarméns sångbok 1990) under rubriken "Sökande - tvivel".
- Nummer 339 i den finlandssvenska psalmboken 1986 under rubriken "Tro och tvivel"